# Palacio de Soñanes

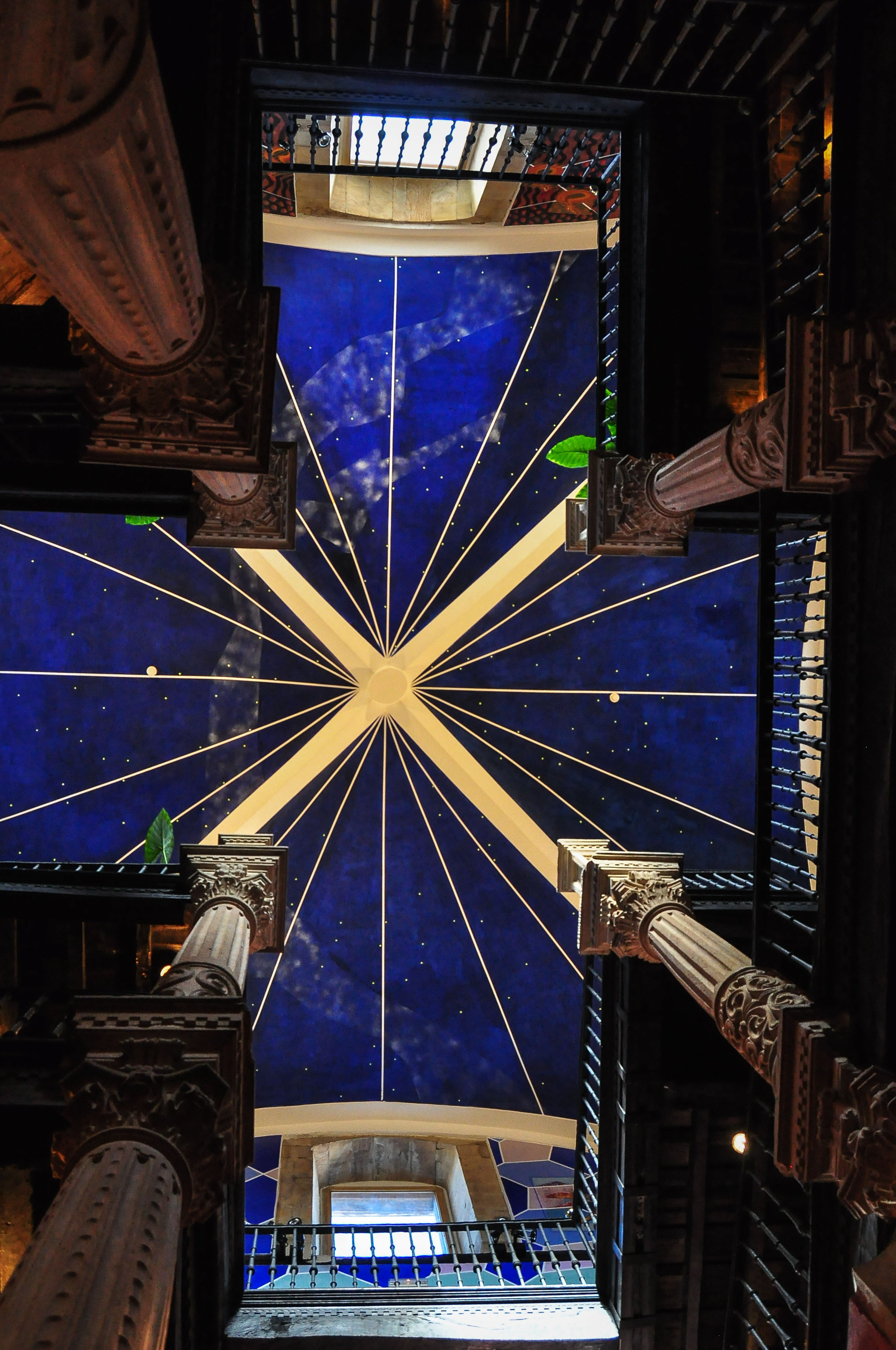
Interior del palacio de Soñanes

El palacio de Soñanes o de Díaz de Arce es un palacio tímidamente ecléctico y fundamentalmente barroco construido a comienzos del siglo XVIII en Villacarriedo (Cantabria, España). Fue mandado proyectar por Juan Antonio Díaz de Arce y Pérez del Camino. Aunque se discute quién fue su arquitecto, se conoce documentalmente al maestro cantero Simón de Arce y a su plantilla.
El palacio fue restaurado y convertido en hotel en 2001.

## Historia
Edificado a principios del siglo XVIII, representa la construcción barroca de carácter civil más suntuosa de Cantabria, profusamente decorado. En 1719 el carredano Juan Antonio Díaz de Arce y Pérez del Camino, diplomático de Felipe V, decidió construir un palacio, que se edificó alrededor de una torre medieval que había en el pueblo, donde había nacido. Algunos alegan que encargó los planos al arquitecto italiano Cósimo Fontanelli (quien más posiblemente pudo proyectar la escalera monumental), otros al mismo Borromini, y otros al arquitecto Francisco de la Riva Ladrón de Guevara, a causa de la relación arquitectónica con el palacio de Camposagrado (Oviedo). Rucabado dijo que había encontrado en el archivo de la casa que fue Juan de Miera, un maestro regional, pero la muerte temprana de éste no permitió constatarlo. La atribución tradicional a Cossimo Fontanelli suele ser rechazada por el hecho de que no hay referencias estilísticas italianas en el exterior.
En Soñanes se acumulan y mezclan formas de diversos orígenes, con claras referencias platerescas y churriguerescas. Entre los últimos moradores del palacio se encuentra Fernando Fernández de Velasco y Pérez de Soñanes, propietario de una espléndida biblioteca.

## Descripción
El palacio de Soñanes acumula y mezcla formas de muy diversos orígenes a través de una particular interpretación de los órdenes clásicos (dórico, jónico y corintio), con claras referencias platerescas y algunas montañesas. Su planta cuadrangular envuelve la antigua torre de los Díaz de Arce. Posee tres pisos de altura y su interior está ocupado por completo por una monumental escalera de dos tiros que se corresponden con las dos fachadas principales.
Las fachadas poseen gran riqueza ornamental, probablemente de inspiración churrigueresca, con columnas exentas corintias en los dos pisos inferiores y pilastras en el superior. Las columnas, salomónicas y abalustradas, tienen fustes estriados. Los vanos son rectangulares, remarcados casi todos ellos por columnillas decoradas, y se rematan con frontones partidos. En el centro del piso intermedio se disponen balcones de hierro forjado. La decoración se completa con otros elementos como frisos adornados con hojarascas y acanaladuras, etc. En el tejado aparecen pináculos, modillones, acróteras y gárgolas.
Entre las numerosas piezas heráldicas existentes en el palacio destaca la situada en la fachada este, un gran escudo heráldico de la familia del fundador, con leones rampantes, angelotes y monstruos marinos que tocan el cuerno de la abundancia, simbolizando el prestigio y la riqueza de quien ordenó su construcción.

## Galería de imágenes

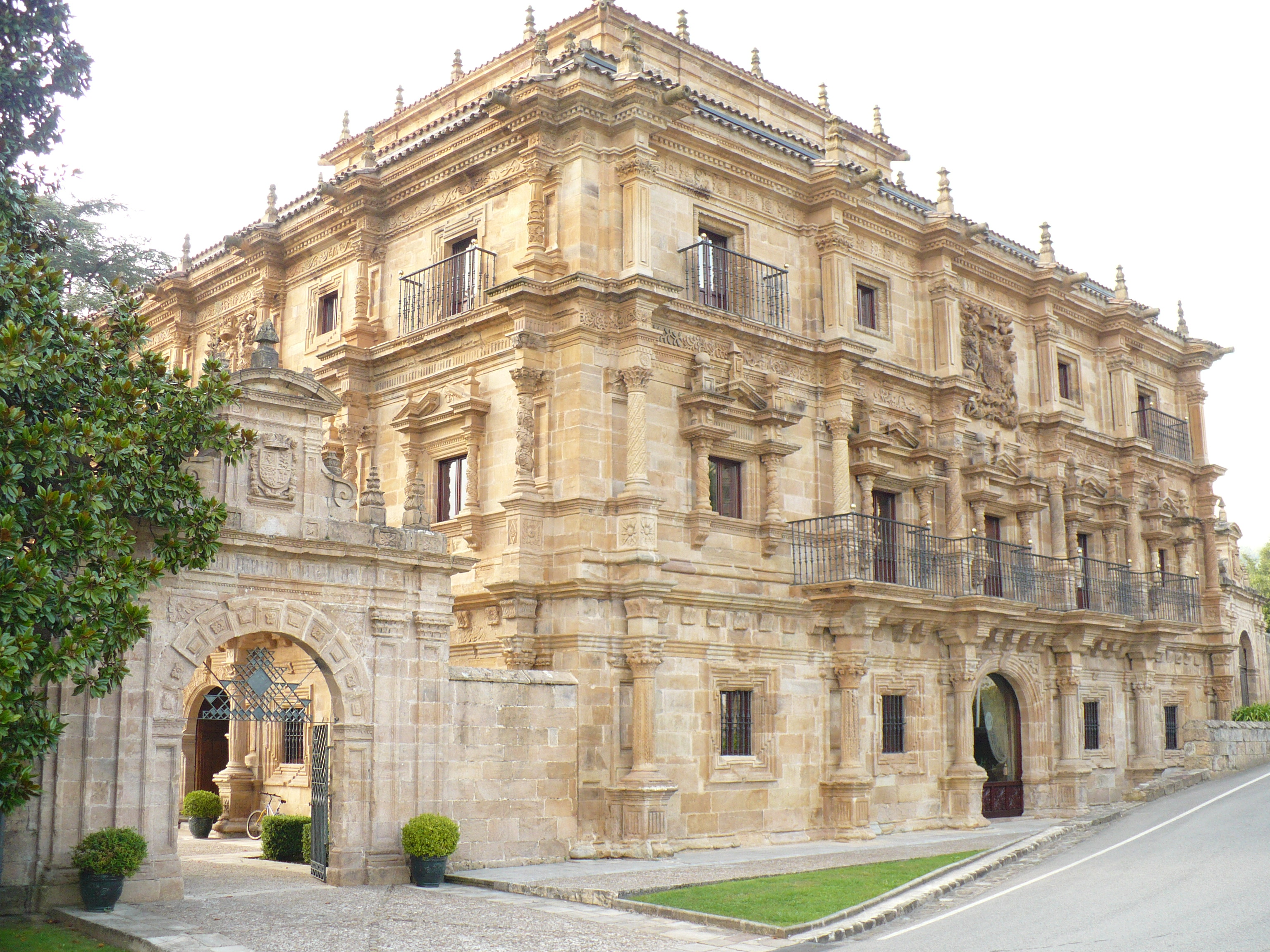
Vista del palacio de Soñanes.
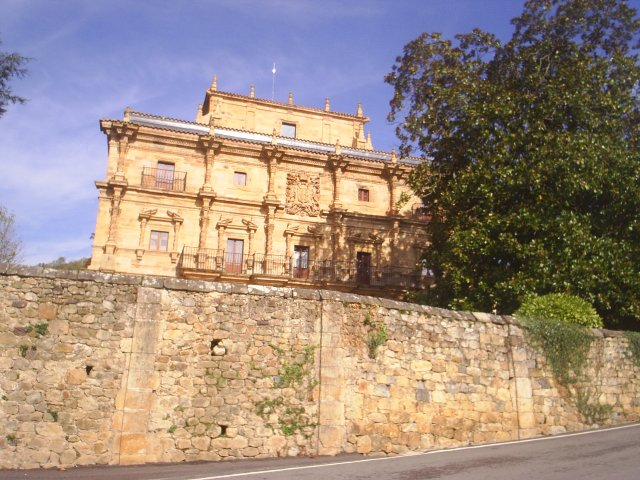
Vista de la fachada este con el escudo heráldico de la familia del fundador.
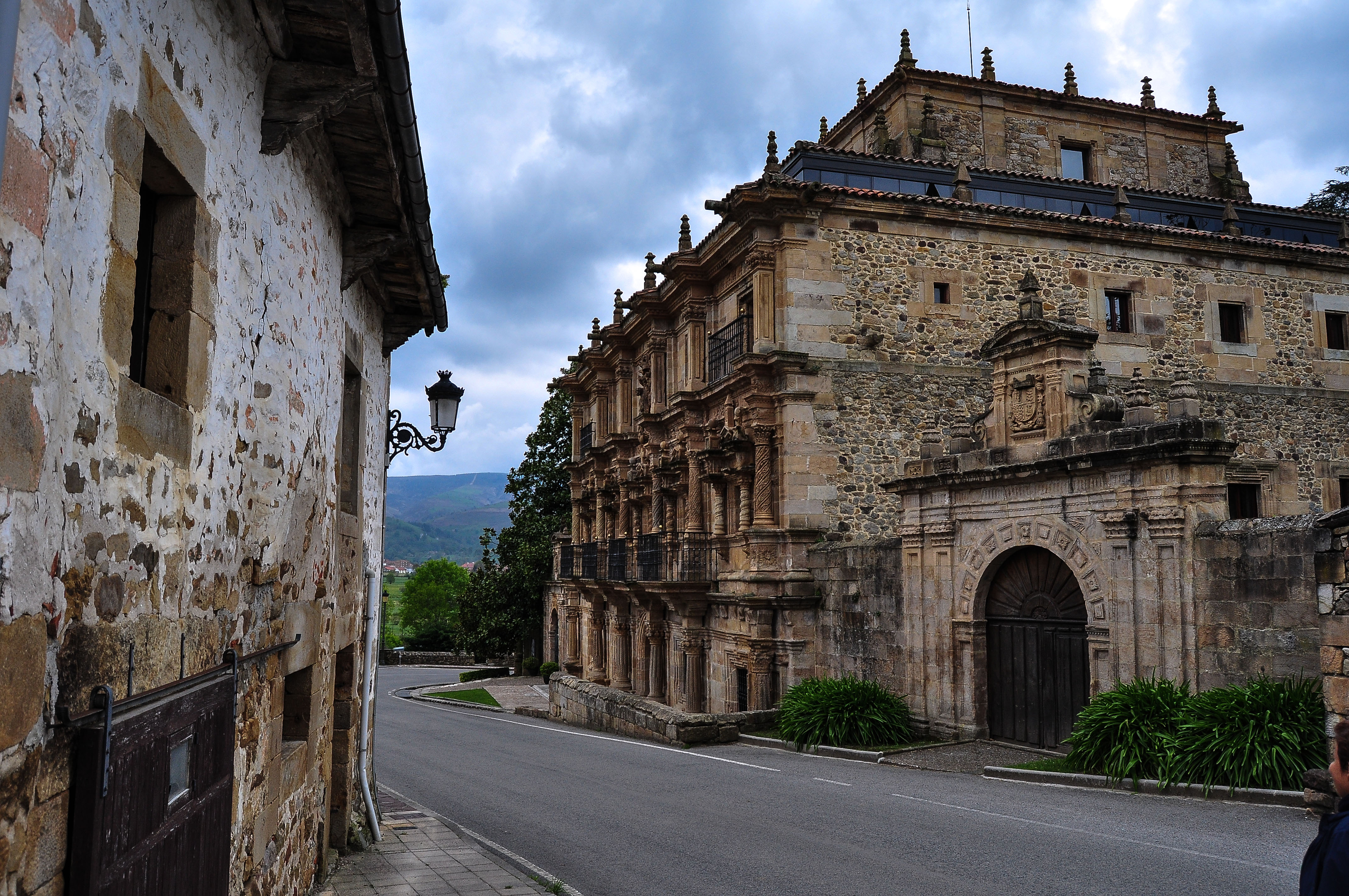
Vista exterior del palacio.